# Queue de Paon
Pour les articles homonymes, voir Queue de Paon.
Le Queue de Paon (en anglais : Fantail) est une race de pigeon domestique, classée dans les races de pigeon de structure. C'est un pigeon très présent dans les expositions et concours.

## Histoire
Le Queue de Paon est une race ancienne, issue d'oiseaux importés d'Asie. Le Queue de Paon Indien est connu depuis le IXe siècle. Au fil des échanges (commerciaux, colonisation...), des oiseaux sont importés à diverses époques, et de nombreuses races et variétés se développent dans toute l'Europe,. Les Hollandais en importent au XVe siècle. Au XVIIIe siècle, il est cité par Buffon sous le nom de Pigeon-paon. 
Le standard de la race moderne est fixé pour la première fois en Europe à la fin du XIXe siècle. Il est classé dans la catégorie « pigeon de structure » par la Commission européenne des standards pigeons (CESP).

## Description
Ce pigeon est caractérisé par sa queue en éventail portée verticalement, comme celle d'un paon, comprenant de trente à quarante plumes. Son corps est bien rond, de face comme de profil. Son cou fin doit épouser la forme du dos, permettant à la tête de trouver sa position au milieu et à la base du coussin du croupion. Elle doit garder sa position tant au repos qu’en pleine action, le bec est placé au milieu de la poitrine et n'est alors pas visible de face. De nombreuses couleurs sont visibles dans la race.

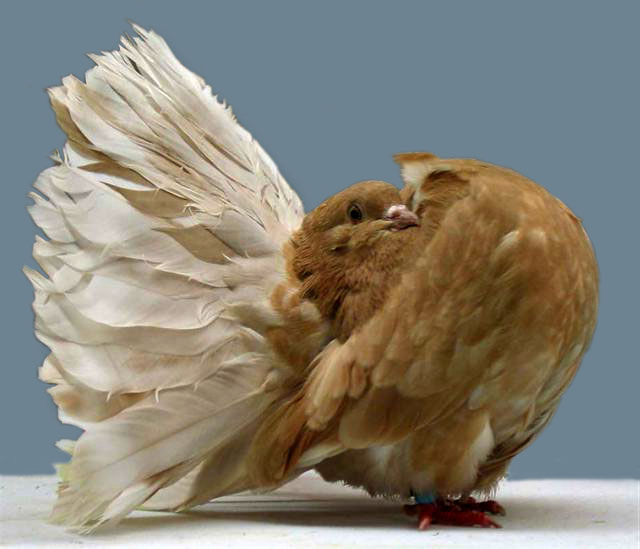
Queue de paon jaune à la queue crème.
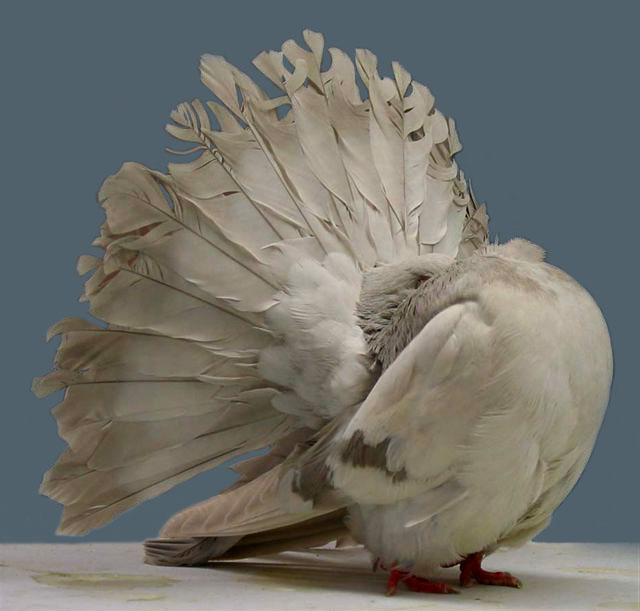
Queue de paon crème barré.
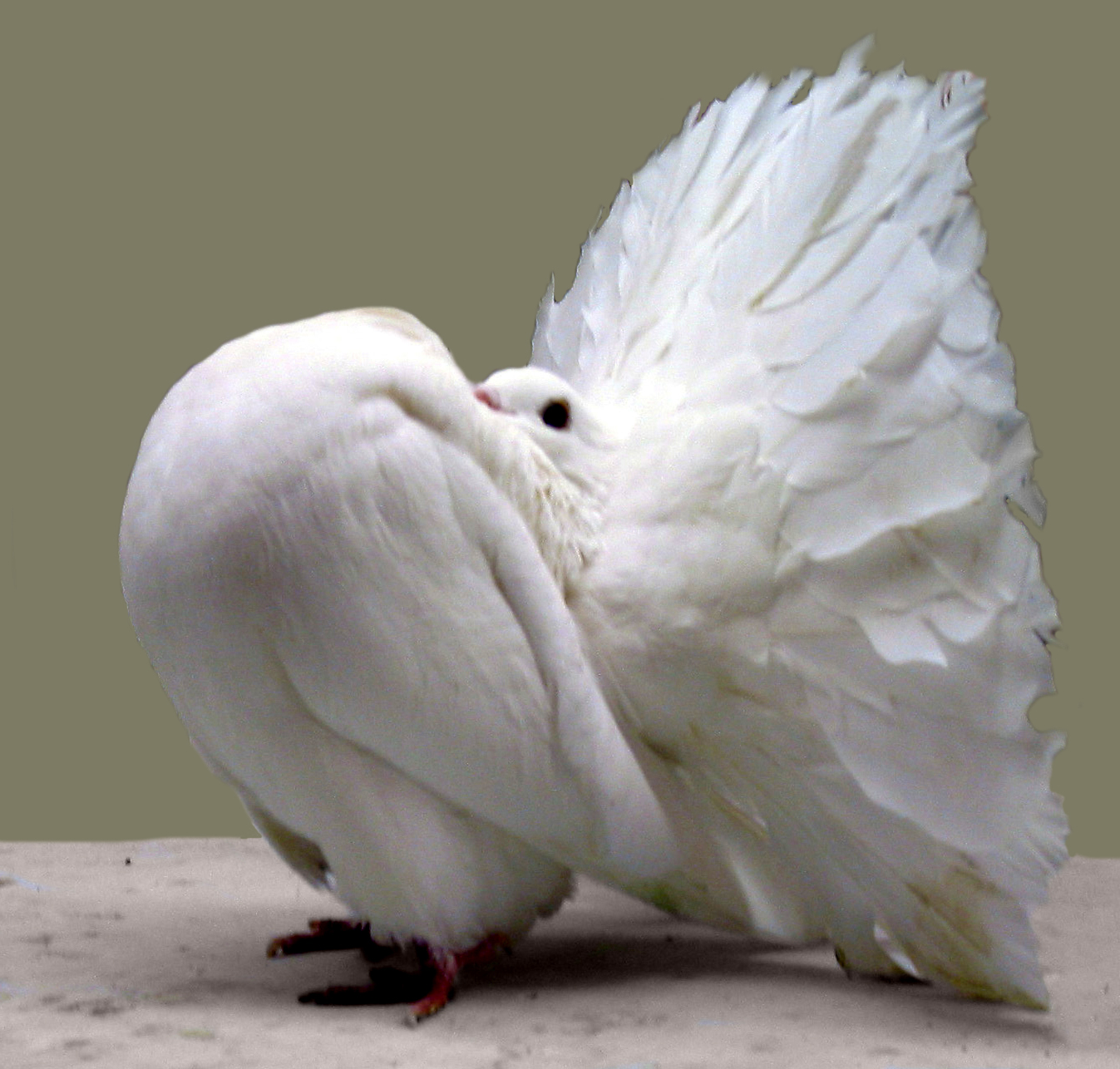
Queue de paon blanc.
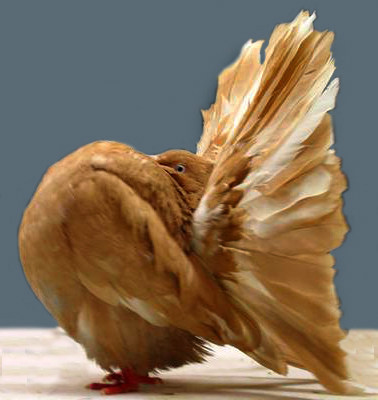
Queue de paon jaune.

## Les autres races et variétés de Queue de Paon
Trois autres races nommées « Queue de Paon » sont officiellement reconnues par la Commission européenne : le Queue de Paon Anglais (Garden Fantail, 0608), le Queue de Paon Indien (Indian Fantail, 0607) et le Queue de Paon Hongrois (Hungarian Fantail, 0612). Le Queue de Paon et le Queue de Paon Anglais sont des races courantes en Europe. L'Indien est facile à distinguer de ces deux races grâce aux plumes recouvrant ses pattes ; plumes absentes chez les deux autres. Le Hongrois possède aussi des plumes aux pattes mais la race reste bien plus rare.